# جفری وارو
جفری وارو (انگلیسی: Geoffrey Wawro؛ زادهٔ ۱ ژانویهٔ ۱۹۶۰) مورخ نظامی اهل ایالات متحده آمریکا است. استاد آمریکایی تاریخ نظامی در  دانشگاه نورث تگزاسو مدیر مرکز تاریخ نظامی UNT است. حوزه اصلی تاکید او تاریخ نظامی مدرن و معاصر، از انقلاب فرانسه تا امروز است.